# National Association Opposed to Woman Suffrage

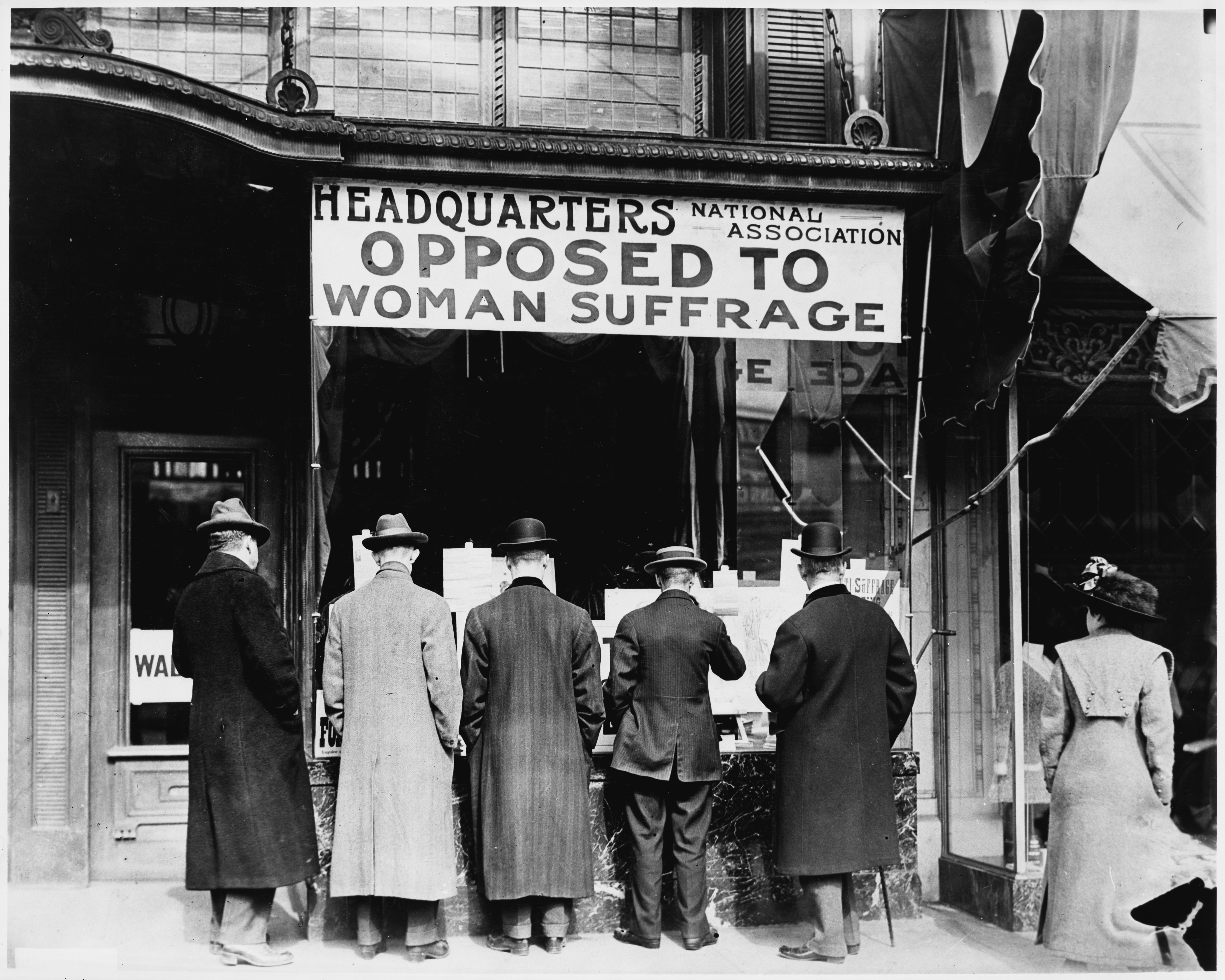
Sede da Associação Nacional de Oposição ao Sufrágio da Mulher, em Nova York.

A Associação Nacional de Oposição ao Sufrágio Feminino (em inglês: The National Association Opposed to Women Suffrage - NAOWS) foi fundada nos Estados Unidos por mulheres que se opunham ao movimento sufragista, em 1911. Foi a organização antissufrágio mais popular em cidades do nordeste dos EUA. A NAOWS tinha influentes divisões locais em muitos estados, incluindo o Texas e Virgínia. 

## História
A Associação Nacional de Oposição ao Sufrágio Feminino (NAOWS) foi estabelecida por Josephine Jewell Dodge na Cidade de Nova Iorque em 1911. Dodge fez a primeira reunião em sua casa, e as mulheres vieram de Nova Iorque e estados vizinhos. Dodge era naquela época a presidente da Associação de Oposição ao Sufrágio da Mulher do Estado de Nova Iorque (NYSAOWS). Dodge renunciou a NYSAOWS para assumir o cargo de presidente da NAOWS. A sede em Washington, D.C., foi aberta, em 1913.
Tal como outras organizações antissufrágio, NAOWS publicou um boletim de notícias, bem como outras publicações, contendo suas opiniões sobre as questões políticas e atuais da época. O boletim da associação foi chamada de Woman's Protest (mais tarde renomeado Woman Patriot, em 1918). Dodge também percorreu o país, espalhando a visão antissufrágio para outros estados.
As mulheres da NAOWS normalmente pertenciam a famílias ricas, que temiam que sufrágio iria perturbar o status quo. Josephine Dodge, presidente e fundadora, foi substituída, em 1917, por Alice Hay Wadsworth, esposa do Senador James W. Wadsworth, Jr. de Nova York. Após a alteração da constituição do Estado de Nova Iorque que concedia às mulheres o direito ao voto, o foco da NAOWS foi deslocado do âmbito estadual para o federal. A organização também começou a tentar conseguir que homens se juntassem a NAOWS. A sede foi movida exclusivamente para Washington e se fundiu com a Woman Patriot Publishing Company  A organização foi dissolvida em 1920, como resultado da aprovação da decima nona emenda da constituição estadunidense.

### Associação de Oposição ao Sufrágio da Mulher no Texas
Em Março de 1916, a Associação de Oposição ao Sufrágio da Mulher no Texas(Texas Association Opposed to Woman Suffrage ) (TAOWS) foi criada como uma divisão da NAOWS em Houston e teve Pauline Wells como a sua presidente. Eles acreditavam que o sufrágio das mulheres estava vinculada ao "antagonismo sexual, o socialismo, a anarquia e o Mormonismo." Como a sua organização mãe, TAOWS tinha divisões locais nas principais cidades do Texas. TAOWS lutou contra a Associação para Igualdade de Sufrágio do Texas (Texas Equal Suffrage Association) que estavam trazendo para o Texas, o direito das mulheres ao voto, em eleições primárias, em 1918. Em abril de 1919, a sede mudou-se para Fort Worth. Em 1919, TAOWS teve êxito contra uma medida estatal para as conceder as mulheres, o voto que foi derrotado por 25.000 votos em Maio. No entanto, em junho de 1919, o Texas passou por uma alteração no sufrágio, permitindo que as mulheres votassem e a TAOWS parou de lutar contra o sufrágio das mulheres.

### Associação de Oposição ao Sufrágio da Mulher da Virginia
Um grupo intitulado Associação de Oposição ao Sufrágio da Mulher na Virginia (Virginia Association Opposed to Woman Suffrage) (VAOWS) foi formado em Richmond , em Março de 1912 e filiados com NAOWS. Jane Rutherford serviu como a presidente da VAOWS. Filiais locais em diferentes cidades foram formadas em 1913 e a organização distribuía literatura anti-sufrágio. Em 1915, a VAOWS ajudou a arrecadar dinheiro para o Fundo Belga de Socorro durante a I Guerra Mundial. em Maio de 1917, a VAOWS tinha dobrado de tamanho e continuou a crescer em 1918. Cerca de 8.000 mulheres já haviam se associado com a causa antissufrágio em Richmond em 1919.
Como a Associação de Oposição ao Sufrágio da Mulher do Texas, a VAOWS também sugeriu que os conflitos étnicos, o voto negro e o sufrágio das mulheres estavam ligados.

## Pontos de vista políticos

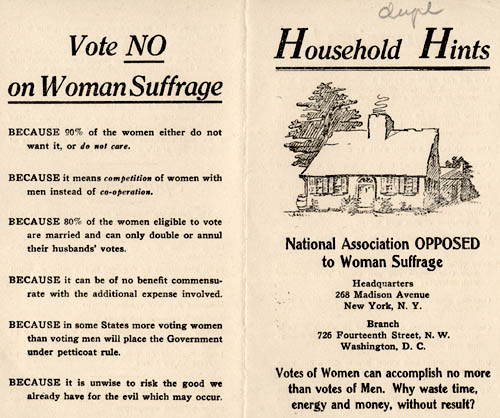
Panfleto distribuído pela Associação Nacional de Oposição ao Sufrágio da Mulher (NAOWS). por volta de 1910, contendo alguns dos motivos contra o sufrágio feminino.

Uma das publicações da NAOWS incluí um folheto, Algumas razões por que somos contra o voto para as Mulheres, que, como o título sugere, descreve algumas das razões do por que elas se opõem ao sufrágio das mulheres. Elas acreditavam que era irrelevante para o sucesso do país, como afirmou em seu panfleto:
"Porque o grande avanço das mulheres no século passado— moral, intelectual e econômica, tem sido feito sem o voto; o que prova que ele não é necessário para o seu avanço ao longo das mesmas linhas."
A Associação Nacional de Oposição para o sufrágio das Mulheres se opunham ao voto das mulheres, porque que a maioria das mulheres não queriam o direito de votar, e porque elas acreditavam que os homens em suas vidas representavam com precisão a vontade política das mulheres. A NAOWS submetia panfletos como estes para o público em geral, mas também para funcionários do governo, e para figuras políticas que iriam ver que as mulheres se opunham a decima nona emenda da constituição dos Estados Unidos. Elas faziam isto para neutralizar a retórica das sufragistas da época.

### Citações de algumas das razões do por que somos contra o voto para Mulheres
"Nós acreditamos que a política da igualdade vai nos privar de privilégios especiais até então concedidos a nós mulheres por lei."
"[Nós nos opomos ao sufrágio] Porque ela significa simplesmente dobrar o voto, e, especialmente, os indesejáveis e corruptos votos de nossas grandes cidades." 

## Membros notáveis
- Josephine Jewell Dodge
- Ida Tarbell[28]
- Alice Hay Wadsworth
- Kate Douglas Wiggin[28]

## Leitura complementar
- Freedman, Estelle B. (2003). No Turning Back: The History of Feminism and the Future of Women. [S.l.: s.n.] ISBN 978-0345450531